# Redneck Rampage
Redneck Rampage es un videojuego de ordenador de disparos en primera persona desarrollado por Xatrix Entertainment y publicado por Interplay en el año 1997. Fue lanzado para las plataformas DOS y Mac OS, y usa una versión modificada del motor Build Engine usado en Duke Nukem 3D.

## Argumento
La trama gira alrededor de dos hermanos, Leonard y Bubba, que tienen la misión de rescatar a su apreciada cerda Bessie en un pueblo ficticio de Arkansas llamado Hickston, y frustrar una invasión alienígena.